# Koasati
El koasati (també coushatta) és una llengua ameríndia del grup muskogi. La llengua és parlada pels koasatis, molts dels quals viuen a la parròquia d'Allen al nord de la vila d'Elton (Louisiana), encara que una petita proporció viu a la reserva prop Livingston (Texas), amb els alibamus de la tribu reconeguda federalment Alabama-Coushatta. En 1991 el lingüista Geoffrey Kimball estimà el nombre de parlants de la llengua al voltant de 400 persones, de les quals aproximadament 350 vivien a Louisiana. El nombre exacte de parlants actuals no és clar, però els funcionaris de Coushatta Tribe afirmen que la majoria dels membres de la tribu de més de 20 anys parlen koasati. En 2007 la Tribu Coushatta de Louisiana, en col·laboració amb la McNeese State University i el College of William and Mary, començaren el Koasati (Coushatta) Language Project com a part d'esforços més amplis de revitalització de l'idioma amb subvenció de la National Science Foundation en el marc del programa de Documentació de Llengües en Perill.
El koasati està més estretament relacionat amb l'alibamu però, encara que koasatis i alibamus han viscut històricament un prop de l'altre, les seves llengües no són mútuament intel·ligibles sense una àmplia exposició. La llengua també està relacionat amb el mikasuki; alguns parlants nadius de koasati informen que poden entendre mikasuki sense exposició prèvia a la llengua.

## Fonologia

### Vocals
El koasati presenta només 3 vocals que poden ser curtes, llargues o fins i tot nasalitzades. Una taula a seguir es basa en els treballs de Kimball. Observeu que Kimball classifica el que normalment és una vocal posterior mig tancada /o/ com a "vocal alta posterior", amb la seva localització en la següent taula. També assenyala que la /o/ pot tenir l'al·lòfona [u] que s'eleva a [ʊ] en síl·labes finals tancades.
|                       | Vocal Curta | Vocal Curta | Vocal Curta | Vocal Llarga | Vocal Llarga | Vocal Llarga |
| Frontal               | Medial      | Posterior   | Frontal     | Medial       | Posterior    |              |
| --------------------- | ----------- | ----------- | ----------- | ------------ | ------------ | ------------ |
| Vocal alta            | i           |             | o           | iː           |              | oː           |
| 'Vocal baixa (oberta) |             | a           |             |              | aː           |              |

### Consonants
Les consonants koasati són representades en la següent taula, que es basa en l'obra de Geoffrey Kimball. Les transcripcions IPA es mostren quan el so és diferent de la suposada ortografia desenvolupada per Kimball.
|           |                 | Bilabial | Dental | Palato-alveolar | Velar  | Glotal |
| --------- | --------------- | -------- | ------ | --------------- | ------ | ------ |
| oclusiva  | Plana no sonora | p [pʰ]   | t [tʰ] | c [t͡ʃʰ]         | k [kʰ] | ʼ [ʔ]  |
| oclusiva  | Sonora-forta    | b        |        |                 |        |        |
| Fricativa | Plana no sonora | f [ɸ]    | th [ɬ] | s               |        | h [h]  |
| Fricativa | Sonora-forta    |          |        |                 |        | h [ɦ]  |
| Nasal     |                 | m        | n      |                 |        |        |
| Lateral   |                 |          | l      |                 |        |        |
| Semivocal |                 | w        |        | y [j]           |        |        |